# Squadra omanita di Fed Cup
La squadra omanita di Fed Cup rappresenta l'Oman nella Fed Cup, ed è posta sotto l'egida della Oman Tennis Association.
Si tratta della nazionale in assoluto più giovane nel mondo del tennis avendo esordito in Fed Cup nel 2011, e quindi inclusa nell'ultima categoria della graduatoria, il gruppo II della zona Asia/Oceania. Fra le otto partecipanti a tale categoria l'Oman si è classificato al 7º posto, riuscendo a sconfiggere il Kirghizistan nell'ultimo incontro, in quella che è passata alla storia quindi come la prima vittoria dell'Oman in Fed Cup.

## Organico 2011
Aggiornato ai match del gruppo II (2-5 febbraio 2011). Fra parentesi il ranking della giocatrice nei giorni della disputa degli incontri.
- Fatma Al-Nabhani (WTA #)
- Sarah Al Balushi (WTA #)
- Maliha Al Awaidy (WTA #)

## Ranking ITF
- Il prossimo aggiornamento del ranking è previsto per il mese di febbraio 2012.

| Oman nel Ranking ITF (aggiornata al 7 novembre 2011) |               |        |                            |
| Pos                                                  | Squadra       | Punti  | Gruppo                     |
| 79                                                   | Irlanda       | 105.00 | Gruppo III - Europa/Africa |
| 80                                                   | Liechtenstein | 103.50 | Gruppo III - Europa/Africa |
| 81                                                   | Lituania      | 102.50 | Gruppo III - Europa/Africa |
| 82                                                   | Oman          | 90.00  | Gruppo II - Asia/Oceania   |
| 83                                                   | Algeria       | 82.50  | Gruppo III - Europa/Africa |
| 84                                                   | Panama        | 81.75  | Gruppo II - Americhe       |
| 85                                                   | Bermuda       | 46.50  | Gruppo II - Americhe       |